# Sladö-Äskeskär
Sladö-Äskeskär este o arie protejată (arie specială de conservare — SAC, sit de importanță comunitară — SCI, arie de protecție specială avifaunistică — SPA) din Suedia întinsă pe o suprafață de 2.001,1 ha, integral pe uscat.

## Localizare
Centrul sitului Sladö-Äskeskär este situat la coordonatele 57°47′40″N 16°46′21″E / 57.7945°N 16.7724°E.

## Înființare
Situl Sladö-Äskeskär a fost declarat arie de protecție specială avifaunistică în decembrie 1996 pentru a proteja 5 specii de animale. Alte tipuri de protecție:
- sit de importanță comunitară (în decembrie 1998)
- arie specială de conservare (în martie 2011)[1][3][4]

## Biodiversitate
Situată în ecoregiunile boreală și marină baltică, aria protejată conține 9 habitate naturale: Pășuni de coastă din Baltica boreală, Pășuni din zone de pădure fino-scandinave, Vegetație anuală la limita mareei, Recifuri, Vegetație perenă pe țărmurile stâncoase, Insulițe și insule mici din Baltica boreală, Insule esker baltice, cu vegetație a plajelor nisipoase, stâncoase și cu galeți, precum și cu vegetație sublitorală, Pajiști fino-scandinave uscate până la mezice, bogate în specii de altitudine mică, Formațiuni ierboase bogate în specii de Nardus, dezvoltate pe substraturi silicioase în zone montane (și în zone submontane, în Europa continentală).
La baza desemnării sitului se află mai multe specii protejate de  păsări (5): gușă albastră (Luscinia svecica), pescăriță mare (Sterna caspia), chiră de baltă (Sterna hirundo), Sterna paradisaea, chiră de mare (Sterna sandvicensis).